# Монеты Британской Территории в Индийском океане
Фунт Британской Территории в Индийском Океане (англ. British Indian Ocean Territory pound) — денежные знаки Британской Территории в Индийском Океане.

## Описание денежных знаков
В соответствии с Указом о памятных монетах (2008 г.) Британская Территория в Индийском Океане имеет право выпуска денежных знаков. При этом фунт Британской Территории в Индийском океане рассматривается как фунт стерлингов.
Выпуск монет начат в 2009 году, осуществляется частным монетным двором Pobjoy Mint Ltd. Чеканятся монеты из медно-никелевого сплава, а также серебряные и золотые монеты. В ряде случаев монеты изготавливаются из акрила или титана. 
Монеты Британской Территории в Индийском Океане выпускаются только как юбилейные и коллекционные монеты и в обращении фактически не используются.